# Resolució 1740 del Consell de Seguretat de les Nacions Unides
La Resolució 1740 del Consell de Seguretat de les Nacions Unides fou adoptada per unanimitat el 23 de gener de 2007. Observant la preocupant situació al Nepal, el Consell va decidir crear la Missió Política de les Nacions Unides al Nepal.

## Detalls
Reconeixent el fort desig del poble nepalès per la pau i la restauració de la democràcia i observant la petició del Govern nepalès i del Partit Comunista del Nepal (Maoista) per assistència de les Nacions Unides en l'aplicació de l'Acord Integral de Pau de 2006, el Consell de Seguretat ha establit avui una Missió Política de les Nacions Unides al Nepal (UNMIN) durant un any, amb el mandat de controlar l'alto el foc i assistir a l'elecció d'una Assemblea Constituent.
Mitjançant l'aprovació unànime de la resolució 1740 (2007), el Consell també va encarregar a la nova Missió que vigilés la gestió de les armes i el personal armat d'ambdues parts a través d'un Comitè Conjunt de Coordinació del Seguiment.
La nova Missió Política proporcionaria suport tècnic per a la planificació, preparació i realització de les eleccions i proporcionarà un petit equip de monitors electorals per revisar tots els aspectes tècnics del procés electoral i informar sobre la realització de les eleccions.
El Consell també va expressar la seva intenció de rescindir o ampliar el mandat de la UNMIN a petició del Govern nepalès, tenint en compte l'expectativa del secretari general de que aquesta missió seria una missió focalitzada de durada limitada.